# Astragalus pissisi
Astragalus pissisi là một loài thực vật có hoa trong họ Đậu. Loài này được (Phil.) I.M.Johnst. miêu tả khoa học đầu tiên.